# Casere
Casere es un dios y rey mitológico de los sajones, ancestro de la casa real del reino de Estanglia, hijo de Odín, y hermano de Weothulgeot, Wehta, Saxnote, Wsegdseg y Basldseg. Según la crónica anglosajona sucedió a su padre en el año 471. Florence de Worcester le menciona como «Emperador del Este» y es probablemente el origen de la palabra alemana káiser (emperador). Otras fuentes imputan al emperador romano Maximino Daya la paternidad de Casere como el origen de la dinastía real en Estanglia.